# 힌리히 리히텐슈타인
힌리히 리히텐슈타인(독일어: Hinrich Lichtenstein, 본명: Martin H[e]inrich Carl Lichtenstein, 1780년 1월 10일 ~ 1857년 9월 2일)은 독일의 의사, 탐험가, 식물학자, 동물학자이다. 그는 남부 아프리카 지역을 탐험하고 자연사 표본을 광범위하게 수집했으며 유럽 과학자들은 그의 수집품에서 많은 새로운 종을 설명했다.
허

## 생애
함부르크에서 태어난 리히텐슈타인은 요한눔(Johanneum)의 수장인 안톤 아우구스트 하인리히 리히텐슈타인(Anton August Heinrich Lichtenstein)의 아들이었다. 그의 아버지는 동양 언어에 관심이 있었고 광범위한 도서관을 세웠다. 그는 어려서부터 자연사와 지리학에 관심을 갖고 1797년 요한 센투리우스 폰 호프만세그 백작과 접촉하여 백작의 광범위한 곤충과 새 수집품을 조사하는 데 도움을 주기 시작했다. 그런 다음 그는 예나 대학교와 헬름슈테트 대학교에서 의학을 공부하고 1802년 4월 26일에 의사 자격을 취득했다. 그런 다음 네덜란드 케이프 주지사인 얀 빌렘 얀센스(Jan Willem Janssens) 장군이 아들을 위한 독일인 교사를 찾았을 때 여행을 선택하고 일자리를 찾았다. 리히텐슈타인은 피터 콜베, 안데르스 스파르만, 칼 피터 툰베리, 프랑수아 르 베일랑 및 존 배로와 같은 여행자의 이야기를 읽으면서 준비했다. 그는 또한 수집가인 요한 헬윅(Johann Hellwig, 1743~1831)과 요한 칼 빌헬ㅛ름 일리거(Johann Karl Wilhelm Illiger, 1775~1813)를 만나 아프리카 지역의 동식물에 대한 지식과 표본 수집 방법의 격차에 대한 개요를 제공했다. 그는 1802년 12월 23일 케이프 타운에 도착했고 그 시점부터 남아프리카 전역을 널리 여행하면서 희망봉 주지사의 개인 주치의가 되었다. 1811년에 그는 남부 아프리카 여행(Reisen im südlichen Afrika in den Jahren 1803, 1804, 1805, 1806)을 출판했다. 그 결과, 그는 1811년 베를린 대학교의 동물학 교수로 임명되었고, 1813년에는 베를린 동물 박물관 관장으로 임명되었다. 그가 수집한 아프리카 식물은 독일에서 칼 윌디나우(Carl Willdenow)에 의해 조사되었다. 그는 경매에서 베를린 박물관에 전시할 표본을 구입하기 위해 1819년 런던을 여행했다.
리히텐슈타인은 카를 마리아 폰 베버의 절친한 친구였다. 1826년 그가 죽은 후 그는 은행가 빌헬름 비어(Wilhelm Beer)와 함께 베버의 미망인 캐롤라인(Caroline)을 대신하여 오베론의 악보를 베를린 음반 출판사인 아돌프 마르틴 슐레진저(Adolf Martin Schlesinger)에게 판매하도록 주선했다. 그는 칼 테오도르 윙클러(Carl Theodor Winkler)와 함께 후견인으로서 베버의 고아 아들 막스 마리아(Max Maria)와 알렉산더(Alexander)의 교육에 참여했다.
1829년 리히텐슈타인은 스웨덴 왕립과학원의 외국인 회원으로 선출되었다. 그는 또한 베를린의 추밀원 의원으로 임명되었다. 그는 코르소르(Korsør)에서 킬까지 증기선을 타다가 바다에서 뇌졸중으로 사망했다.